# Ermershausen
Ermershausen is een gemeente in de Duitse deelstaat Beieren, en maakt deel uit van het Landkreis Haßberge.
Ermershausen telt ca. 555 inwoners (2019).

## Dorpsopstand

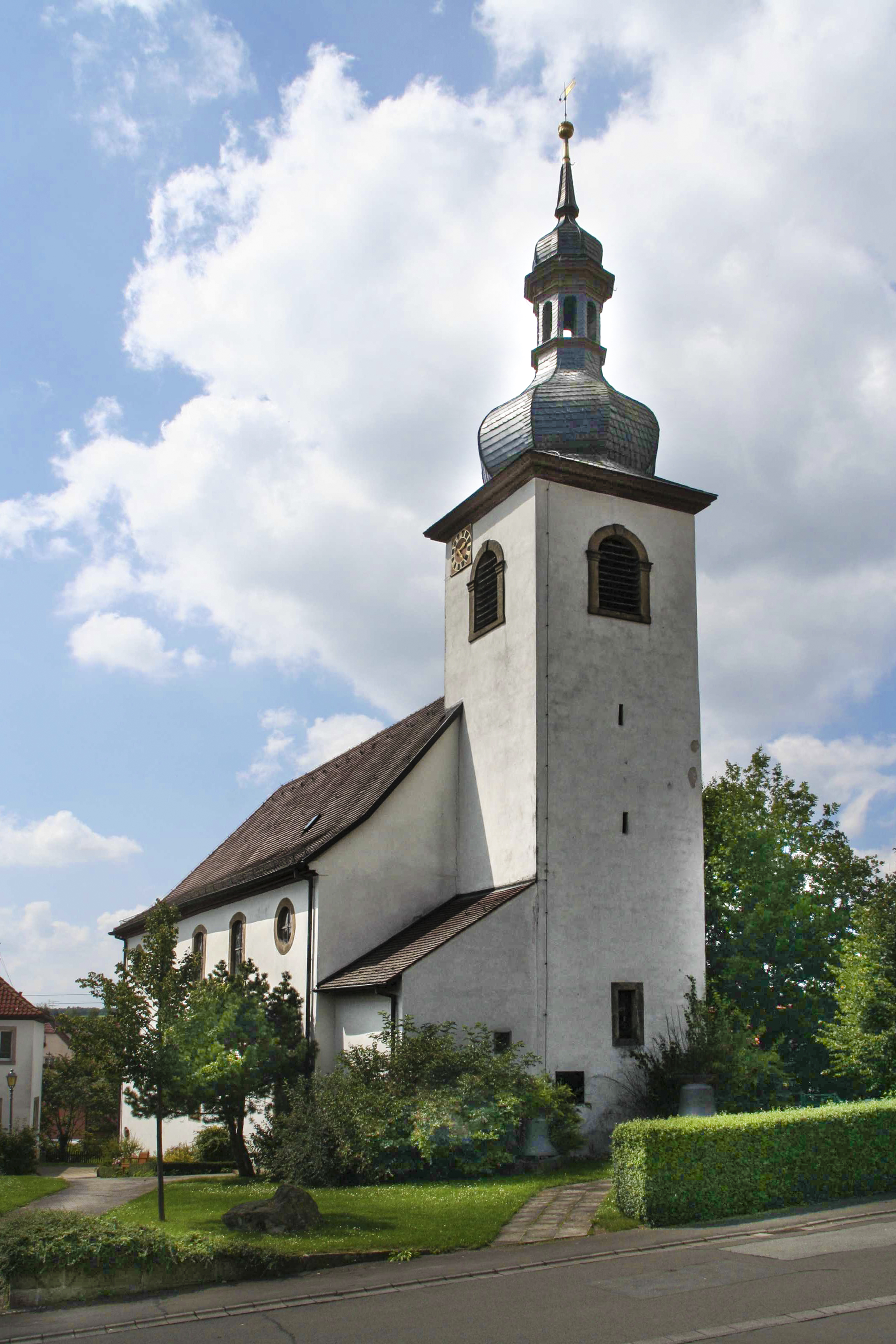
De dorpskerk

Ermershausen is een van de kleinste gemeenten in Beieren. Bij de bestuurlijke herindeling in de deelstaat in de jaren 70 van de vorige eeuw verloor het dorp daarom zijn gemeentelijke zelfstandigheid en werd in 1978 ingedeeld bij de gemeente Maroldsweisach. De inwoners keerden zich echter fel tegen die indeling en probeerden met een blokkade van het raadhuis in mei van dat jaar te voorkomen dat de gemeentelijke administratie zou worden afgevoerd. Sommige inwoners wilden nog liever aansluiting bij Thüringen dan bij Maroldsweisach. Het dorp ligt tegen de grens met Thüringen dat in die tijd nog tot de DDR behoorde. Uiteindelijk werden ca. 200 man politie naar het dorp gestuurd om het verzet van de inwoners te breken.
De inwoners bleven zich ook na de afgedwongen fusie keren tegen de nieuwe gemeente. De strijd voor zelfstandigheid bleef steeds leven en nadat in een peiling in 1993 meer dan 95% van de inwoners had aangegeven opnieuw zelfstandig te willen worden, besloot de regering in München dat het dorp zijn zelfstandigheid terug zou krijgen. Per 1994 is Ermershausen weer een zelfstandige gemeente. Het dorp werkt wel middels de Verwaltungsgemeinschaft Hofheim samen met vijf andere gemeenten.
Aidhausen ·
Breitbrunn ·
Bundorf ·
Burgpreppach ·
Ebelsbach ·
Ebern ·
Eltmann ·
Ermershausen ·
Gädheim ·
Haßfurt ·
Hofheim i. UFr. ·
Kirchlauter ·
Knetzgau ·
Königsberg i. Bay. ·
Maroldsweisach ·
Oberaurach ·
Pfarrweisach ·
Rauhenebrach ·
Rentweinsdorf ·
Riedbach ·
Sand a. Main ·
Stettfeld ·
Theres ·
Untermerzbach ·
Wonfurt ·
Zeil a. Main